# 一本来自世界和自然的高等智慧之书
一本来自世界和自然的高级智慧之书是拉脱维亚语的第一部自然科学百科全书，共25章，其作者是戈塔尔德斯·弗里德里希斯·斯滕德尔斯。它于1774年和1776年由出版商叶卡布斯·弗里德里希斯·辛茨斯在叶尔加瓦和艾兹普泰发行。